# 大津晃介
大津 晃介（おおつ こうすけ、1993年9月6日 - ）は、栃木県日光市出身のプロアイスホッケー選手。ポジションはフォワード。アジアリーグアイスホッケーのH.C.栃木日光アイスバックスに所属。
弟も同じくプロアイスホッケー選手の大津夕聖。

## 経歴

### クレインズ時代
大学卒業後にアジアリーグアイスホッケーの日本製紙クレインズに入団。
2023年5月2日に給料が未払いであることを理由に退団。

### 北海道ワイルズ時代
2023年6月21日に北海道ワイルズに加入した。クレインズ時代から引き続き主将を務め、脱退時にはスポークスパーソン的役割を務めた。10月31日に11月に苫小牧市にて実施されたアイスホッケー男子日本代表の国内合宿の参加メンバーに選出された。2024年1月16日に苫小牧市のnepiaアイスアリーナと安平町の安平町スポーツセンターにて実施されたアイスホッケー男子日本代表の国内合宿の参加メンバーに選出された。1月29日にハンガリーのブダペストで開催されたミラノ・コルティナダンペッツォオリンピックの3次予選と事前合宿の参加メンバーに選出された。
オフの2024年4月8日に安平町の安平町スポーツセンターで開催されたアイスホッケー男子日本代表の選考合宿に参加するメンバーに選出された。4月16日にイタリアのボルツァーノで開催された2024 IIHF 男子世界選手権 ディビジョンI グループAの日本代表に選出された。

### アイスバックス時代
2024年6月14日にアジアリーグアイスホッケーのH.C.栃木日光アイスバックスに入団した。6月25日に同時期に入団した矢野倫太朗と栃木県庁の記者クラブで入団選手会見を行った。
2024年-25年シーズンはシーズン開幕前の2024年7月1日に苫小牧市のnepiaアイスアリーナでのアイスホッケー男子日本代表の代表選考合宿に招集された。8月1日にデンマークのオールボーで開催されるミラノ・コルティナダンペッツォオリンピックの最終予選と事前合宿の日本代表に選出された。

## 人物
結婚し妻子がいるが、クレインズ時代に給料が未払いだった時には妻子に実家に行ってもらうなど生活に困窮。プロ入りから所属していたクレインズのことは好きだったが、限界だと感じ退団に至った。

## 詳細情報

### 代表歴
- 2026年ミラノ・コルティナダンペッツォオリンピック3次予選日本代表（2024年）
- 2024 IIHF 男子世界選手権 ディビジョンI グループA 日本代表
- 2026年ミラノ・コルティナダンペッツォオリンピック最終予選日本代表（2024年）